# Gordon Frank Leedale
 (juillet 2023).
Si vous disposez d'ouvrages ou d'articles de référence ou si vous connaissez des sites web de qualité traitant du thème abordé ici, merci de compléter l'article en donnant les références utiles à sa vérifiabilité et en les liant à la section « Notes et références ».
Gordon Frank Leedale (né en 1932) est un phycologue britannique.

## Publications
- (en) Gordon F. Leedale, "Euglenida/Euglenophyta", Annual Review of Microbiology, Vol.21, October 1967, p. 31-48. DOI 10.1146/annurev.mi.21.100167.000335
- (en) Gordon F. Leedale, "How Many Are the Kingdoms of Organisms ?", Taxon, Vol.23, No.2/3, May 1974, p. 261-270. JSTOR:1218705
- (en) Gordon F. Leedale, "Phylogenetic criteria in euglenoid flagellates", Biosystems, Vol.10, No.1-2, April 1978, p. 183-187. DOI 10.1016/0303-2647(78)90040-0